# Damage Done
 (octobre 2017).
Si vous disposez d'ouvrages ou d'articles de référence ou si vous connaissez des sites web de qualité traitant du thème abordé ici, merci de compléter l'article en donnant les références utiles à sa vérifiabilité et en les liant à la section « Notes et références ».
Albums de Dark Tranquillity
Haven
(2000) Character
(2005)
Damage Done est le sixième album studio du groupe de death metal mélodique suédois Dark Tranquillity, sorti en 2002.

## Présentation
Dans cet album, le groupe revient à un style plus classique tout en maintenant les nouveaux changements effectués dans leurs précédents opus Haven (2000) et Projector (1999), principalement dans les claviers.
C'est à partir de cet album que Martin Henriksson (en), le bassiste, commence à faire quelques riffs en guitare solo.
Mikael Stanne (en), chanteur et parolier du groupe, a déclaré que les textes de cet album concernent la fragilité de la vie.
La chanson Cathode Ray Sunshine est présentée dans la bande originale du jeu vidéo Brütal Legend (2009).
C'est la première réalisation du groupe à se placer dans les charts.

### Différentes éditions
Plusieurs versions enhanced (« améliorées ») ainsi que l'édition limitée digipack de l'album comportent une piste bonus intitulée I, Deception ainsi que le clip vidéo Monochromatic Stains.
La version vinyle LP inclut également le titre I, Deception et dispose d'une pochette différente.
L'édition japonaise présente la piste bonus The Poison Well en lieu et place de I, Deception.
La réédition de 2009 est une version remastérisée de l'album original à laquelle viennent s'ajouter 4 titres bonus extraits de précédentes parutuions.

## Liste des titres
Toutes les paroles sont écrites par Mikael Stanne.
| Édition standard | Édition standard            | Édition standard                           | Édition standard | Édition standard | Édition standard | Édition standard | Édition standard | Édition standard | Édition standard |
| No               | Titre                       | Musique                                    | Durée            |                  |                  |                  |                  |                  |                  |
| ---------------- | --------------------------- | ------------------------------------------ | ---------------- | ---------------- | ---------------- | ---------------- | ---------------- | ---------------- | ---------------- |
| 1.               | Final Resistance            | Henriksson                                 | 3:03             |                  |                  |                  |                  |                  |                  |
| 2.               | Hours Passed in Exile       | Henriksson, Jivarp, Nicklasson, Brändström | 4:48             |                  |                  |                  |                  |                  |                  |
| 3.               | Monochromatic Stains        | Jivarp, Brändström                         | 3:40             |                  |                  |                  |                  |                  |                  |
| 4.               | Single Part of Two          | Jivarp, Henriksson                         | 3:53             |                  |                  |                  |                  |                  |                  |
| 5.               | The Treason Wall            | Jivarp, Henriksson, Sundin                 | 3:33             |                  |                  |                  |                  |                  |                  |
| 6.               | Format C: for Cortex        | Jivarp, Henriksson, Sundin                 | 4:32             |                  |                  |                  |                  |                  |                  |
| 7.               | Damage Done                 | Henriksson, Jivarp                         | 3:29             |                  |                  |                  |                  |                  |                  |
| 8.               | Cathode Ray Sunshine        | Brändström, Jivarp, Henriksson             | 4:16             |                  |                  |                  |                  |                  |                  |
| 9.               | The Enemy                   | Henriksson, Nicklasson, Jivarp             | 3:58             |                  |                  |                  |                  |                  |                  |
| 10.              | White Noise / Black Silence | Henriksson, Jivarp                         | 3:31             |                  |                  |                  |                  |                  |                  |
| 11.              | Ex nihilo (instrumental)    | Sundin, Nicklasson, Henriksson             | 4:08             |                  |                  |                  |                  |                  |                  |
| 43:34            |                             |                                            |                  |                  |                  |                  |                  |                  |                  |

| Édition limitée Enhanced digipack (Allemagne, Century Media, 17 juillet 2002) | Édition limitée Enhanced digipack (Allemagne, Century Media, 17 juillet 2002) | Édition limitée Enhanced digipack (Allemagne, Century Media, 17 juillet 2002) | Édition limitée Enhanced digipack (Allemagne, Century Media, 17 juillet 2002) | Édition limitée Enhanced digipack (Allemagne, Century Media, 17 juillet 2002) | Édition limitée Enhanced digipack (Allemagne, Century Media, 17 juillet 2002) | Édition limitée Enhanced digipack (Allemagne, Century Media, 17 juillet 2002) | Édition limitée Enhanced digipack (Allemagne, Century Media, 17 juillet 2002) | Édition limitée Enhanced digipack (Allemagne, Century Media, 17 juillet 2002) | Édition limitée Enhanced digipack (Allemagne, Century Media, 17 juillet 2002) |
| No                                                                            | Titre                                                                         | Musique                                                                       | Durée                                                                         |                                                                               |                                                                               |                                                                               |                                                                               |                                                                               |                                                                               |
| ----------------------------------------------------------------------------- | ----------------------------------------------------------------------------- | ----------------------------------------------------------------------------- | ----------------------------------------------------------------------------- | ----------------------------------------------------------------------------- | ----------------------------------------------------------------------------- | ----------------------------------------------------------------------------- | ----------------------------------------------------------------------------- | ----------------------------------------------------------------------------- | ----------------------------------------------------------------------------- |
| 10.                                                                           | I, Deception (Titre bonus)                                                    | Henriksson, Nicklasson, Jivarp, Sundin, Brändström                            | 3:57                                                                          |                                                                               |                                                                               |                                                                               |                                                                               |                                                                               |                                                                               |
| 11.                                                                           | White Noise / Black Silence                                                   | Henriksson, Jivarp                                                            | 4:11                                                                          |                                                                               |                                                                               |                                                                               |                                                                               |                                                                               |                                                                               |
| 12.                                                                           | Ex Nihilo (instrumental)                                                      | Sundin, Nicklasson, Henriksson                                                | 4:31                                                                          |                                                                               |                                                                               |                                                                               |                                                                               |                                                                               |                                                                               |
|                                                                               | 'Video bonus'                                                                 |                                                                               |                                                                               |                                                                               |                                                                               |                                                                               |                                                                               |                                                                               |                                                                               |
|                                                                               | Monochromatic Stains                                                          | Jivarp, Brändström                                                            | 3:42                                                                          |                                                                               |                                                                               |                                                                               |                                                                               |                                                                               |                                                                               |
| 47:52                                                                         |                                                                               |                                                                               |                                                                               |                                                                               |                                                                               |                                                                               |                                                                               |                                                                               |                                                                               |

| Édition japonaise Enhanced (Toy's Factory, 24 juillet 2002) | Édition japonaise Enhanced (Toy's Factory, 24 juillet 2002) | Édition japonaise Enhanced (Toy's Factory, 24 juillet 2002) | Édition japonaise Enhanced (Toy's Factory, 24 juillet 2002) | Édition japonaise Enhanced (Toy's Factory, 24 juillet 2002) | Édition japonaise Enhanced (Toy's Factory, 24 juillet 2002) | Édition japonaise Enhanced (Toy's Factory, 24 juillet 2002) | Édition japonaise Enhanced (Toy's Factory, 24 juillet 2002) | Édition japonaise Enhanced (Toy's Factory, 24 juillet 2002) | Édition japonaise Enhanced (Toy's Factory, 24 juillet 2002) |
| No                                                          | Titre                                                       | Musique                                                     | Durée                                                       |                                                             |                                                             |                                                             |                                                             |                                                             |                                                             |
| ----------------------------------------------------------- | ----------------------------------------------------------- | ----------------------------------------------------------- | ----------------------------------------------------------- | ----------------------------------------------------------- | ----------------------------------------------------------- | ----------------------------------------------------------- | ----------------------------------------------------------- | ----------------------------------------------------------- | ----------------------------------------------------------- |
| 10.                                                         | The Poison Well (Titre bonus)                               | Henriksson, Jivarp, Sundin                                  | 4:07                                                        |                                                             |                                                             |                                                             |                                                             |                                                             |                                                             |
| 11.                                                         | White Noise / Black Silence                                 | Henriksson, Jivarp                                          | 4:09                                                        |                                                             |                                                             |                                                             |                                                             |                                                             |                                                             |
| 12.                                                         | Ex Nihilo (instrumental)                                    | Sundin, Nicklasson, Henriksson                              | 4:31                                                        |                                                             |                                                             |                                                             |                                                             |                                                             |                                                             |
|                                                             | 'Video bonus'                                               |                                                             |                                                             |                                                             |                                                             |                                                             |                                                             |                                                             |                                                             |
|                                                             | Monochromatic Stains                                        | Jivarp, Brändström                                          | 3:42                                                        |                                                             |                                                             |                                                             |                                                             |                                                             |                                                             |
| 47:41                                                       |                                                             |                                                             |                                                             |                                                             |                                                             |                                                             |                                                             |                                                             |                                                             |

| Titres bonus - Réédition remastérisée (Century Media, 25 mai 2009) | Titres bonus - Réédition remastérisée (Century Media, 25 mai 2009)                      | Titres bonus - Réédition remastérisée (Century Media, 25 mai 2009) | Titres bonus - Réédition remastérisée (Century Media, 25 mai 2009) | Titres bonus - Réédition remastérisée (Century Media, 25 mai 2009) | Titres bonus - Réédition remastérisée (Century Media, 25 mai 2009) | Titres bonus - Réédition remastérisée (Century Media, 25 mai 2009) | Titres bonus - Réédition remastérisée (Century Media, 25 mai 2009) | Titres bonus - Réédition remastérisée (Century Media, 25 mai 2009) | Titres bonus - Réédition remastérisée (Century Media, 25 mai 2009) |
| No                                                                 | Titre                                                                                   | Musique                                                            | Durée                                                              |                                                                    |                                                                    |                                                                    |                                                                    |                                                                    |                                                                    |
| ------------------------------------------------------------------ | --------------------------------------------------------------------------------------- | ------------------------------------------------------------------ | ------------------------------------------------------------------ | ------------------------------------------------------------------ | ------------------------------------------------------------------ | ------------------------------------------------------------------ | ------------------------------------------------------------------ | ------------------------------------------------------------------ | ------------------------------------------------------------------ |
| 12.                                                                | I, Deception (Extrait de la première édition limitée de l'album)                        | Henriksson, Nicklasson, Jivarp, Sundin, Brändström                 | 3:55                                                               |                                                                    |                                                                    |                                                                    |                                                                    |                                                                    |                                                                    |
| 13.                                                                | Static (Extrait de la compilation Exposures – In Retrospect and Denial (en), 2004)      | Henriksson, Jivarp, Brändström                                     | 4:40                                                               |                                                                    |                                                                    |                                                                    |                                                                    |                                                                    |                                                                    |
| 14.                                                                | The Poison Well (Extrait de la compilation Exposures – In Retrospect and Denial)        | Jivarp, Sundin, Brändström                                         | 4:07                                                               |                                                                    |                                                                    |                                                                    |                                                                    |                                                                    |                                                                    |
| 15.                                                                | The Treason Wall (Live à Milan, 31/10/2008 - DVD Where Death Is Most Alive, 26/10/2009) | Henriksson, Jivarp, Sundin                                         | 3:57                                                               |                                                                    |                                                                    |                                                                    |                                                                    |                                                                    |                                                                    |
| 60:14                                                              |                                                                                         |                                                                    |                                                                    |                                                                    |                                                                    |                                                                    |                                                                    |                                                                    |                                                                    |

## Crédits
| - Mikael Stanne : chant - Michael Nicklasson : basse - Martin Henriksson, Niklas Sundin : guitares - Anders Jivarp : batterie - Martin Brändström : claviers, électronique | - Production, arrangements : Dark Tranquillity, Fredrik Nordström - Ingénierie : Patrik J. Sten, Fredrik Nordström - Mastering : Göran Finnberg - Mastering, mixage (titre 15) : Tue Madsen - Remastering : Ulf Horbelt - Direction artistique, Design : Cabin Fever Media, Niklas Sundin - Photographie (groupe) : Volker Beushausen - Photographie (live) : Andreas Mäkitalo, Bernadette Stiller, Bertrand Corbi, Kerstin Rössler, Rikard Ökvist |